# 1. deild islandzka w piłce nożnej (2010)
1. deild 2010 – 56. edycja 2 poziomu rozgrywek piłki nożnej na Islandii. 
Brało w niej udział 12 drużyn, które w okresie od 9 maja do 18 września 2010 rozegrały 22 kolejki meczów. Promocję uzyskały Víkingur Reykjavík i Þór Akureyri.

## Drużyny
| Uczestnicy poprzedniej edycji                                                                                 | Uczestnicy poprzedniej edycji | Uczestnicy poprzedniej edycji | Uczestnicy poprzedniej edycji |
| --- | ----------------------------- | ----------------------------- | ----------------------------- |
| HKÓ | HK                            | 3                             |                               |
| KFF | Fjarðabyggð                   | 4                             |                               |
| KA | KA Akureyri                   | 5                             |                               |
| ÞÓR | Þór Akureyri                  | 6                             |                               |
| LEI | Leiknir                       | 7                             |                               |
| ÍRE | ÍR                            | 8                             |                               |
| ÍA | Akraness                      | 9                             |                               |
| VÍR | Víkingur Reykjavík            | 10                            |                               |
| Spadek z Úrvalsdeild                                                                                          |                               |                               |                               |
| ÞRR | Þróttur Reykjavík             | 11                            |                               |
| FJÖ | Fjölnir                       | 12                            |                               |
| Awans z 2. deild karla                                                                                        |                               |                               |                               |
| ÍG | Grótta                        | 1                             |                               |
| NJA | Njarðvík                      | 2                             |                               |
| Oznaczenia: - kolumna pierwsza – skróty nazw drużyn, - kolumna trzecia – miejsce zajęte w poprzednim sezonie. |                               |                               |                               |

## Tabela
| Lp. | Drużyna                   | M  | Z  | R | P  | B+ | B- | +/– | Pkt | Awans lub spadek         |
| --- | ------------------------- | -- | -- | - | -- | -- | -- | --- | --- | ------------------------ |
| 1   | Víkingur Reykjavík (M, A) | 22 | 15 | 3 | 4  | 46 | 23 | +23 | 48  | awans do Úrvalsdeild     |
| 2   | Þór Akureyri (A)          | 22 | 12 | 7 | 3  | 53 | 23 | +30 | 43  | awans do Úrvalsdeild     |
| 3   | Leiknir Reykjavík         | 22 | 13 | 4 | 5  | 32 | 19 | +13 | 43  |                          |
| 4   | Fjölnir                   | 22 | 12 | 4 | 6  | 42 | 28 | +14 | 40  |                          |
| 5   | ÍA                        | 22 | 9  | 8 | 5  | 44 | 28 | +16 | 35  |                          |
| 6   | ÍR Reykjavík              | 22 | 8  | 6 | 8  | 31 | 38 | −7  | 30  |                          |
| 7   | Þróttur Reykjavík         | 22 | 8  | 5 | 9  | 32 | 37 | −5  | 29  |                          |
| 8   | HK                        | 22 | 7  | 4 | 11 | 30 | 38 | −8  | 25  |                          |
| 9   | KA                        | 22 | 6  | 6 | 10 | 29 | 43 | −14 | 24  |                          |
| 10  | Grótta                    | 22 | 4  | 6 | 12 | 29 | 47 | −18 | 18  |                          |
| 11  | Fjarðabyggð (S)           | 22 | 4  | 5 | 13 | 26 | 47 | −21 | 17  | spadek do 2. deild karla |
| 12  | Njarðvík (S)              | 22 | 3  | 4 | 15 | 14 | 37 | −23 | 13  | spadek do 2. deild karla |

## Wyniki
| Gospodarz \ Gość   | ÍA  | KFF | FJÖ | GRÓ | ÍR  | KA  | HK  | LER | NJA | VÍK | ÞÓR | ÞRÓ |
| ------------------ | --- | --- | --- | --- | --- | --- | --- | --- | --- | --- | --- | --- |
| ÍA                 |     | 4–2 | 2–2 | 6–1 | 1–1 | 5–1 | 1–2 | 0–1 | 1–0 | 1–1 | 1–1 | 2–4 |
| Fjarðabyggð        | 3–2 |     | 0–1 | 1–4 | 1–2 | 1–0 | 2–0 | 1–1 | 0–0 | 1–2 | 1–1 | 1–3 |
| Fjölnir            | 1–1 | 2–1 |     | 1–0 | 4–0 | 3–2 | 0–2 | 4–3 | 3–0 | 2–2 | 2–0 | 3–0 |
| Grótta             | 1–4 | 3–1 | 1–2 |     | 1–2 | 4–1 | 1–2 | 0–0 | 1–0 | 1–6 | 0–2 | 2–3 |
| ÍR Reykjavík       | 0–3 | 4–1 | 0–2 | 2–2 |     | 2–1 | 2–1 | 2–1 | 5–1 | 0–4 | 0–3 | 1–1 |
| KA                 | 1–1 | 2–2 | 3–2 | 1–1 | 3–2 |     | 3–3 | 2–2 | 2–1 | 0–2 | 0–2 | 3–0 |
| HK                 | 0–2 | 0–2 | 1–0 | 2–2 | 0–0 | 0–1 |     | 2–2 | 4–1 | 2–1 | 3–2 | 0–1 |
| Leiknir Reykjavík  | 1–0 | 1–0 | 1–3 | 2–1 | 2–0 | 3–0 | 1–0 |     | 2–0 | 2–0 | 1–0 | 2–1 |
| Njarðvík           | 1–2 | 1–1 | 1–0 | 1–1 | 1–2 | 1–1 | 2–0 | 0–1 |     | 1–2 | 0–1 | 0–2 |
| Víkingur Reykjavík | 0–1 | 2–1 | 5–3 | 1–0 | 2–1 | 2–0 | 3–1 | 2–1 | 1–0 |     | 1–1 | 3–0 |
| Þór Akureyri       | 2–2 | 9–1 | 1–1 | 5–0 | 2–2 | 3–0 | 6–3 | 1–0 | 4–0 | 4–3 |     | 2–1 |
| Þróttur Reykjavík  | 2–2 | 3–2 | 2–1 | 2–2 | 1–1 | 1–2 | 3–2 | 0–2 | 1–2 | 0–1 | 1–1 |     |

## Najlepsi strzelcy
| Bramki | Strzelcy               | Drużyna            |
| ------ | ---------------------- | ------------------ |
| 12     | Aron Jóhannsson        | Fjölnir            |
| 12     | Ármann Pétur Ævarsson  | Þór Akureyri       |
| 10     | Gary Martin            | ÍA                 |
| 10     | Aron Már Smárason      | Fjarðabyggð        |
| 10     | Pétur Georg Markan     | Fjölnir            |
| 9      | Helgi Sigurðsson       | Víkingur Reykjavík |
| 8      | Andri Júlíusson        | ÍA                 |
| 8      | Árni Freyr Guðnason    | ÍR Reykjavík       |
| 8      | Jóhann Helgi Hannesson | Þór Akureyri       |
| 8      | Aleksandar Linta       | Þór Akureyri       |
| 8      | Kristján Páll Jónsson  | Leiknir Reykjavík  |

Źródło: 